# Knute Nelson

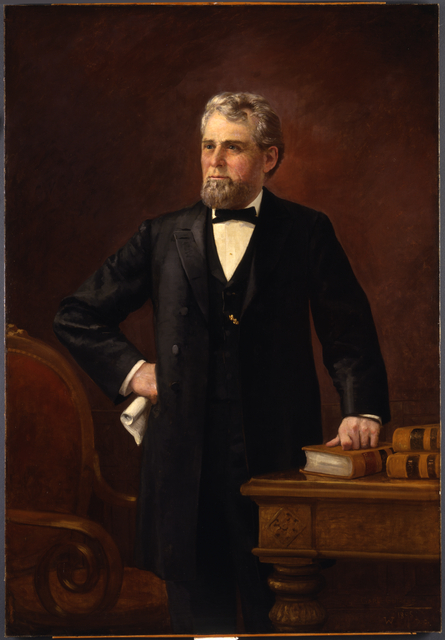
Knute Nelson

Knute Nelson (* 2. Februar 1843 in Voss, Norwegen; † 28. April 1923 in Timonium, Maryland) war ein US-amerikanischer Politiker und von 1893 bis 1895 Gouverneur des Bundesstaates Minnesota. Außerdem vertrat er seinen Staat in beiden Kammern des Kongresses.

## Frühe Jahre und politischer Aufstieg

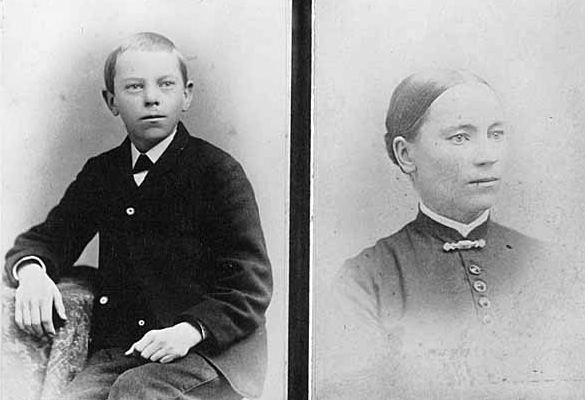
Knute Nelson, 12 Jahre alt, und seine Mutter.

Im Jahr 1849 wanderte Knute Nelson mit seiner Mutter aus Norwegen in die Vereinigten Staaten ein. Die Familie ließ sich zunächst in Chicago nieder. Ein Jahr später erfolgte ein Umzug nach Wisconsin. Knute Nelson besuchte unter anderem die Albion Academy im Dane County. Danach war er selbst als Lehrer tätig. Während des Bürgerkrieges diente er in der Armee der Union. 1863 wurde er verwundet und geriet in Kriegsgefangenschaft. Später wurde er wieder freigelassen.
Nach dem Krieg studierte Nelson Jura und wurde im Jahr 1867 als Rechtsanwalt zugelassen. Daraufhin begann er in Cambridge in seinem neuen Beruf zu arbeiten. Obwohl er vor dem Krieg zeitweise mit den Demokraten sympathisiert hatte, wurde er Mitglied der Republikanischen Partei. Von 1868 bis 1869 war er Abgeordneter in der Wisconsin State Assembly. Im Jahr 1871 zog er nach Alexandra im Douglas County in Minnesota. In seinem neuen Heimatstaat setzte er seine politische Laufbahn fort. Zwischen 1872 und 1874 war er Bezirksstaatsanwalt und von 1874 bis 1878 Mitglied des Staatssenats; zwischen 1882 und 1893 gehörte er dem Vorstand der University of Minnesota an.

## Kongressabgeordneter und Gouverneur

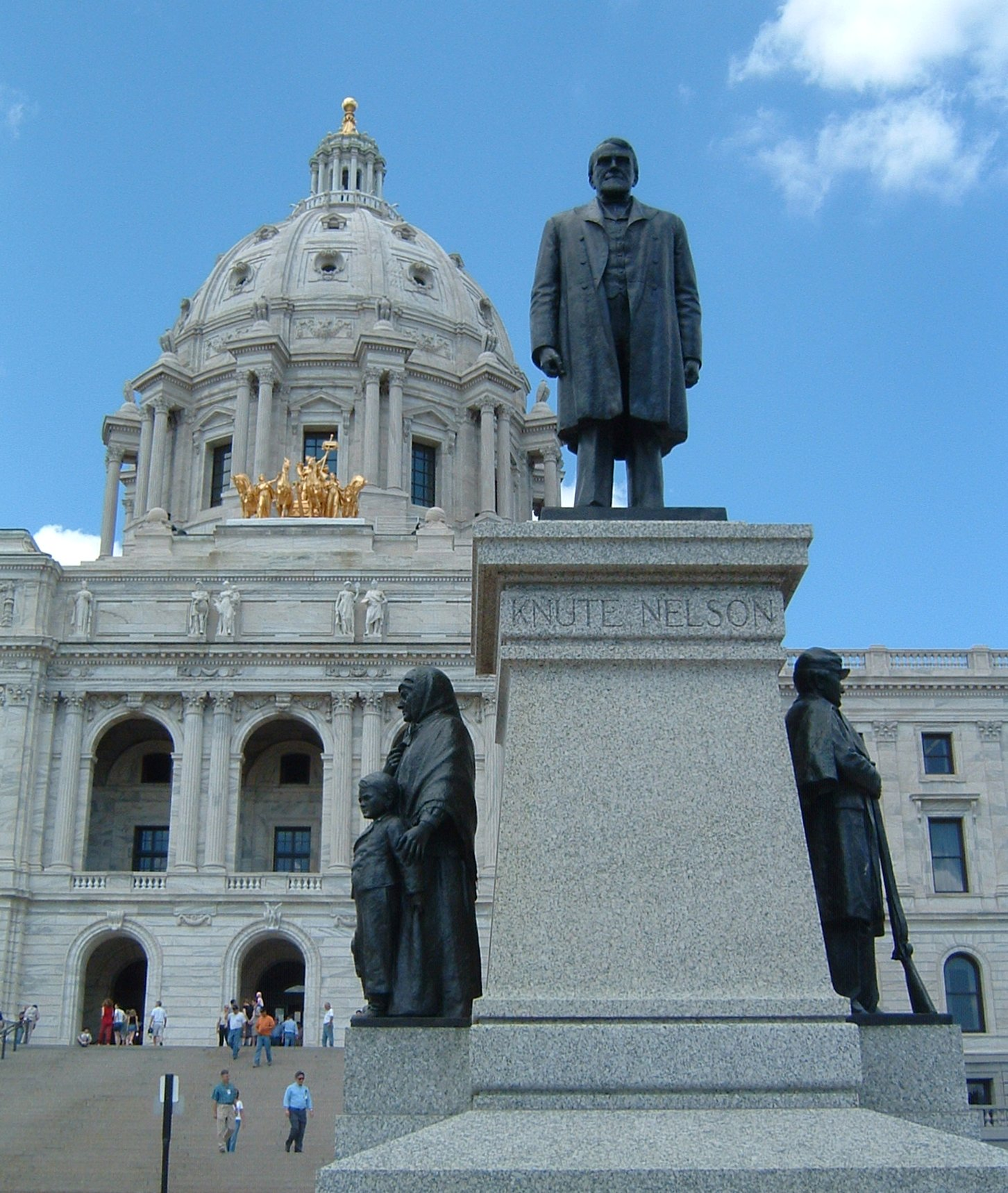
Statue von Knute Nelson vor dem Minnesota State Capitol

Zwischen dem 4. März 1883 und dem 3. März 1889 vertrat Nelson seinen Staat für drei Legislaturperioden im US-Repräsentantenhaus. Am 8. November 1892 wurde er zum neuen Gouverneur seines Staates gewählt. Dieses Amt übte er zwischen dem 4. Januar 1893 und dem 31. Januar 1895 aus. In dieser Zeit musste er sich mit einer 1893 ausgebrochenen Wirtschaftskrise und einem verheerenden Waldbrand im Jahr 1894 auseinandersetzen. Im selben Jahr wurde Nelson in seinem Amt bestätigt. Nachdem er aber in den US-Senat gewählt worden war, trat er von diesem Posten zurück.

## Nelson im Senat
Im Jahr 1894 wurde Knute Nelson als Class-2-Senator in den Kongress gewählt. Dort löste er William D. Washburn ab. Nelson wurde in den folgenden Jahren jeweils bestätigt und konnte das Mandat zwischen dem 4. März 1895 und seinem Tod am 28. April 1923 ausüben. Er war Vorsitzender des Ausschusses, der sich mit der Schifffahrt auf dem Mississippi und dessen Nebenflüssen befasste. Außerdem war er Mitglied verschiedener anderer Ausschüsse, wie zum Beispiel dem Ausschuss zur Verwaltung des öffentlichen Landes, dem Handelsausschuss, einem Indianerausschuss und dem juristischen Ausschuss. Knute Nelson war mit Nicolina Jacobson verheiratet, mit der er fünf Kinder hatte.